# Moosdorf (Waldmünchen)
Moosdorf ist ein Ortsteil der Stadt Waldmünchen im Landkreis Cham des Regierungsbezirks Oberpfalz im Freistaat Bayern.

## Geografie
Moosdorf liegt 360 Meter südöstlich der Staatsstraße 2146, 740 Meter südwestlich der Staatsstraße 2154, 2,5 Kilometer südlich von Waldmünchen und 4,6 Kilometer südwestlich der tschechischen Grenze.
Moosdorf liegt am Moosdorfer Bach, der an den Hängen der Weißlohe westlich von Herzogau und südöstlich von Moosdorf entspringt und 500 Meter nordwestlich von Moosdorf in den Treffenbach mündet.

## Geschichte
Moosdorf (auch: Mosharzdorf, Mosdorff, Mosßdorff) gehört zu den -dorf-Orten. Die Ortsnamenforschung kennzeichnet die auf -dorf endenden Ortsnamen als Gründungen aus dem 9. bis 12. Jahrhundert. Solche Ortsnamen treten in der Umgebung von Waldmünchen gehäuft auf.
Moosdorf wurde bereits im Herzogsurbar des Wittelsbacher Heinrich XIII. aus dem Jahr 1301 erwähnt. Im 14. Jahrhundert besaßen die Leuchtenberger ein Gut in Moosdorf, das sie vor 1399 an Ulrich Screiber verkauften. Dessen Erben veräußerten diese Besitzung 1437 an Hintschik Pflug.
1563 hatte Moosdorf 7 Mannschaften. 1588 gab es in Moosdorf 4 Höfe, 2 Güter, 1 Sölde. 1630 wurden für Moosdorf 4 Höfe, 2 Güter, 1 Sölde und 3 Inwohner aufgeführt. 1808 hatte die Ortschaft 7 Anwesen, einen Weber und ein Hüthaus.
1808 wurde die Verordnung über das allgemeine Steuerprovisorium erlassen. Mit ihr wurde das Steuerwesen in Bayern neu geordnet und es wurden Steuerdistrikte gebildet. Dabei kam Moosdorf zum Steuerdistrikt Machtesberg. Der Steuerdistrikt Machtesberg bestand aus den Dörfern Machtesberg, Englmannsbrunn, Grub, Hochabrunn, Moosdorf und Prosdorf.
1820 wurden im Landgericht Waldmünchen Ruralgemeinden gebildet. Dabei kam Moosdorf zur Ruralgemeinde Prosdorf. Zur Ruralgemeinde Prosdorf gehörten neben Prosdorf mit 30 Familien die Dörfer Moosdorf mit 13 Familien und Grub mit 12 Familien. 1830 kam die Gemeinde Machtesberg bestehend aus Machtesberg mit 18 Familien, Langau mit 5 Familien und Sonnhof mit 2 Familien zur Gemeinde Prosdorf hinzu. 1972 schloss sich die Gemeinde Prosdorf der Stadt Waldmünchen an.
Moosdorf gehört zur Pfarrei Waldmünchen. 1997 hatte Moosdorf 64 Katholiken.

## Einwohnerentwicklung ab 1820
| Jahr | Einwohner   | Gebäude |
| ---- | ----------- | ------- |
| 1820 | 13 Familien | k. A.   |
| 1838 | 57          | 7       |
| 1861 | 68          | 15      |
| 1871 | 55          | 39      |
| 1885 | 64          | 8       |
| 1900 | 43          | 7       |
| 1913 | 67          | 8       |

| Jahr | Einwohner | Gebäude |
| ---- | --------- | ------- |
| 1925 | 60        | 8       |
| 1950 | 54        | 8       |
| 1961 | 51        | 11      |
| 1970 | 60        | k. A.   |
| 1987 | 70        | 16      |
| 2011 | 65        | k. A.   |